# Анечкіно
Анечкіно (рос. Анечкино) — селище Гур'євського міського округу, Калінінградської області Росії. Входить до складу Добринського сільського поселення.
Населення — 32 особи (2015 рік).

## Населення
| 2002 | 2010 |
| ---- | ---- |
| 37   | ↘32  |